# Réz András
Réz András (Budapest, 1951. szeptember 28. –) magyar filmesztéta, műfordító, forgatókönyvíró, reklámszakember.

## Életpályája
Réz Gyula és Szűcs Anikó gyermekeként született. 1970–71-ben a Kossuth Lajos Tudományegyetem Bölcsészettudományi Karának hallgatója volt. Az ELTE Bölcsészettudományi Karán, magyar–orosz szakon végzett 1971–1975 között. 1975–1979 között szabadfoglalkozású filmkutató, szak- és műfordító. 1979–1982 között a Magyar Filmtudományi Intézet munkatársa. 1983–1987 között a Művelődési Minisztérium Filmfőigazgatóságának művészeti osztályvezetője, majd 1987-től a Magyar Filmintézet tudományos osztályvezetője, később tudományos főmunkatársa.
A Réz és Társa Kft. ügyvezető igazgatója 1991-től. 1994–1998 között az Átrium, majd a Tér és Rend belsőépítészeti és dizájnfolyóiratok főszerkesztője, illetve vezető szerkesztője. A divattal, lakberendezéssel és életmóddal foglalkozó Stílus Magazin havilap főszerkesztője. 1998-ban a Drog Enciklopédia megvalósulásánál tevékenykedett főszerkesztőként. A 2001-ben megszülető Ráday utcai Plein Art fesztivál egyik alapítója. 2003-ban a Filmmúzeum tévécsatorna fogyatékos emberekkel foglalkozó műsorának moderátora, 2005-ben A Nagy Könyv Regények csatája című szakaszának egyik védője.
Filmklubvezetői foglalkozásait 1976-ban a Marczibányi Téri Művelődési Központban kezdte, azóta is folytatja. Jelenleg (2022) a Müpamozi házigazdája.
Reklám- és tömegkultúra-elméletet oktat az ELTE Bölcsészettudományi Karán, filmtörténetet a Budapesti Média Intézetben; számos reklámkampány kreatív vezetője.
Száznál több reklám- és PR-film kreatív munkatársa, kitalálója és forgatókönyv írója. A Werk Akadémia művészeti vezetője és oktatója.
A Magyar Mozgókép Közalapítvány forgalmazói szakkollégiumának tagja. A Magyar Média Műhely alkotócsoport tagja. A Grant reklámügynökség kreatív igazgatója.
1990 óta dolgozott/dolgozik a marketing-kommunikációban kreatív szakemberként. A Facebookon Réz András oldala címen teszi közzé humoros közéleti írásait.
Írói álnevei: Andrew C. Copper, Coper András.

## Családja
Nős, egy gyermek apja.

## Művei

### Könyvek
- Coper András–Gát György–Rozgonyi Ádám: Linda-szafari; Ifjúsági, Budapest, 1986 ISBN 9634224792
- Andrew C. Copper: A szelek háza; Editorg, Budapest, 1989 (Horror könyvek) ISBN 9630272776
- Papp Jánosné–Réz András: Cikkcakk az utcán; Idegenforgalmi Propaganda és Kiadó, Budapest, 1990 (Kicsik közlekedési könyve) ISBN 9633162939
- Papp Jánosné–Réz András: Cikkcakk újra az utcán. Kicsit nagyobbak közlekedési könyve; Országos Közlekedésbiztonsági Tanács–Viva, Bp., 1992
- Válogatott szorongásaim; Ulpius-ház, Budapest, 2003 ISBN 9632125207
- Orr. Regény; ill. Wahorn András; Ulpius-ház–Réz, Budapest, 2004 ISBN 9632170695; Ulpius-ház, Budapest 2009 ISBN 9789632543239
- Mozibubus; Réz és Társa, Budapest, 2006 ISBN 9789638730510
- Köldök; Ulpius-ház, Budapest, 2009 ISBN 9789632543222
- Egy/másért. Ötletek, filmek, könyvek a toleranciáról; szerk. Török Zsuzsanna, Szőnyi Andrea, könyv- és filmajánló Bódis Kriszta, Réz András; Holocaust Közalapítvány, Budapest, 2010
- Még mindig szorongok; Réz és Társa, Budapest, 2011 ISBN 9789638730534
- Már egyáltalán nem szorongok, de teljesen be vagyok szarva; Libri, Budapest, 2016 ISBN 9789634331353, 2016 és 2017 ISBN 9789633109809
- Szabadulószoba; Réz és Társa, Budapest 2019 (csak online megjelenés) ISBN 9899631367436

### Forgatókönyvek
- Linda (tévésorozat)
- Angyalbőrben (tévésorozat)

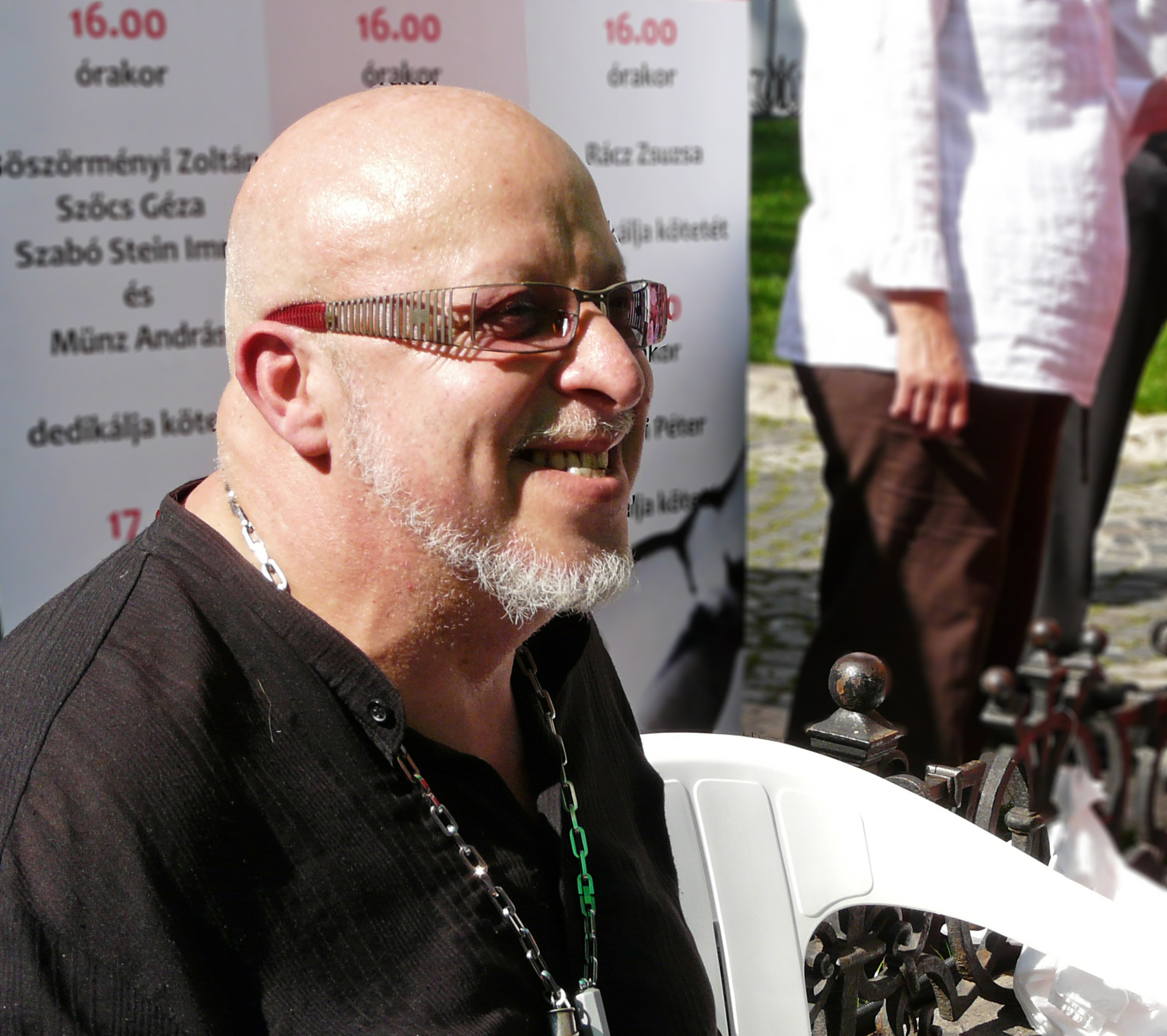
Réz András az Ünnepi Könyvhéten. Budapest, 2010. június

- Família Kft. (tévésorozat, alapötlet)
- Tükörgömb
- 56 csepp vér
- Kaland az élet

### Reklámok
- Szerencsejáték Zrt.: Skandináv lottó, Luxor, Bármikor bejöhet, Mennyi?!

### Színdarabok
- Az ördög éve (1998)[4]
- 56 csepp vér (2007)

### Fordítások
- Richard Scarry: Tesz-vesz szótár (Lilliput Kiadó, Budapest, 2002) ISBN 963 9166 49 9
- Richard Scarry: Tesz-vesz város (Lilliput Kiadó, Budapest, 2008) ISBN 978 963 7839 91 7
- Mihail Pljackovszkij, Vlagyimir Szutyejev: A nyúl, aki senkitől sem félt (Móra Kiadó, 2012) ISBN 978 963 1192 21 6
- Mihail Pljackovszkij, Vlagyimir Szutyejev: A sün, akit meg lehetett simogatni (Móra Kiadó, 2012) ISBN 978 963 1192 209
- Tom és Jerry. Mindig kell egy barát (Tom and Jerry. Friends to the end); magyar szöveg Réz András; Lilliput, Bp., 1996 ISBN 9637839526
- Vlagyimir Mitipov: Fuf, a kismammut (Móra, Budapest, 1983) ISBN 9631130851
- A két kakas (ukrán népdalok és mesék), Móra, Budapest, 1982 ISBN 2399993209056
- Dick Hills: Hogyan maradjunk házasok (Gulliver, Budapest, 1996, 1997) ISBN 9638466421
- Alan Zweibel: Bezzeg North… (Gulliver, Budapest, 1995) ISBN 9638466286

## Díjai
- Fehér Rózsa-díj – kulturális tevékenységéért (1999)[1]
- Magyar Köztársasági Arany Érdemkereszt (2006)[5]